# Вур (приток Мааса)
Вур (нидерл. Voer) — небольшая река в Бельгии и Нидерландах, правобережный приток реки Маас.
Река берёт начало в бельгийской провинции Лимбург, затем пересекает бельгийско-голландскую границу, и впадает в реку Маас. Общая длина составляет около 12 километров.

## Притоки
У Вура два правых притока и один левый. Правые притоки — Вёрс, исток которого находится в одноимённой деревне в Синт-Мартенс-Вурене и Нор, исток которого находится в нидерландской деревне Норсбек. Левый приток — Бек с истоком в деревне Варсаж в провинции Льеж.

## Достопримечательности
На Вуре лежит несколько бельгийских и нидерландских деревень и сёл: бельгийские сегодня входят в состав коммуны Вурен, нидерландские — Мес и Эйсден. Как в Бельгии, так и в Нидерландах по всему течению Вура расположены мельницы; в прошлом некоторые из этих мельниц использовались в экономически важной для региона бумажной промышленности и для металлообработки.

## Флора и фауна
В Вуре зафиксировано присутствие шелковника плавающего. Бервутс и др. наблюдали ручевую миногу, кумжу, пескаря, плотву и подкаменщика.